# وائل جلوز
وائل جلوز (مواليد 3 مايو 1991) لاعب كرة يد تونسي يلعب لصالح نادي برشلونة ويمثل منتخب تونس وكما أنه شقيق طارق جلوز الذي يلعب لصالح الترجي الرياضي التونسي .

## روابط خارجية
- وائل جلوز على موقع الاتحاد الأوروبي لكرة اليد (الإنجليزية)
- وائل جلوز على موقع نادي كيل لكرة اليد (الألمانية)
- وائل جلوز على موقع أوليمبيديا (الإنجليزية)